# Mollina
Mollina település Spanyolországban, Málaga tartományban. Mollina Alameda, Antequera és Humilladero községekkel határos. Lakosainak száma 5449 fő (2024).

## Népesség
A település népessége az elmúlt években az alábbi módon változott:
| Lakosok száma | 3439 | 3883 | 4645 | 5152 | 5239 | 4943 | 4924 | 5149 | 5376 | 5449 |
|               | 2001 | 2004 | 2007 | 2009 | 2012 | 2014 | 2017 | 2019 | 2022 | 2024 |